# Kyla
För sångerskan från Filippinerna, se Kyla (artist).

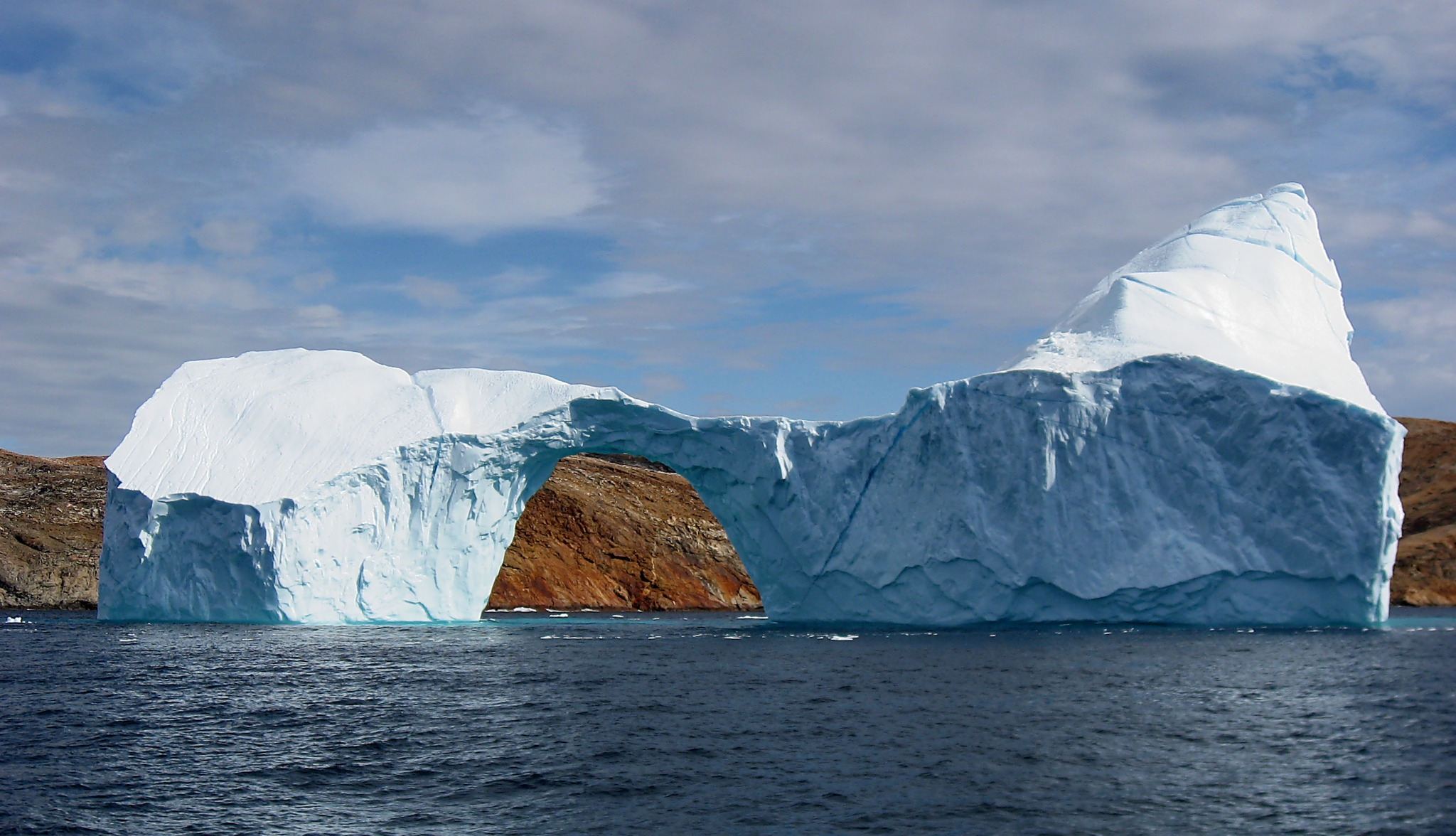
Ett isberg förknippas vanligen med kyla.

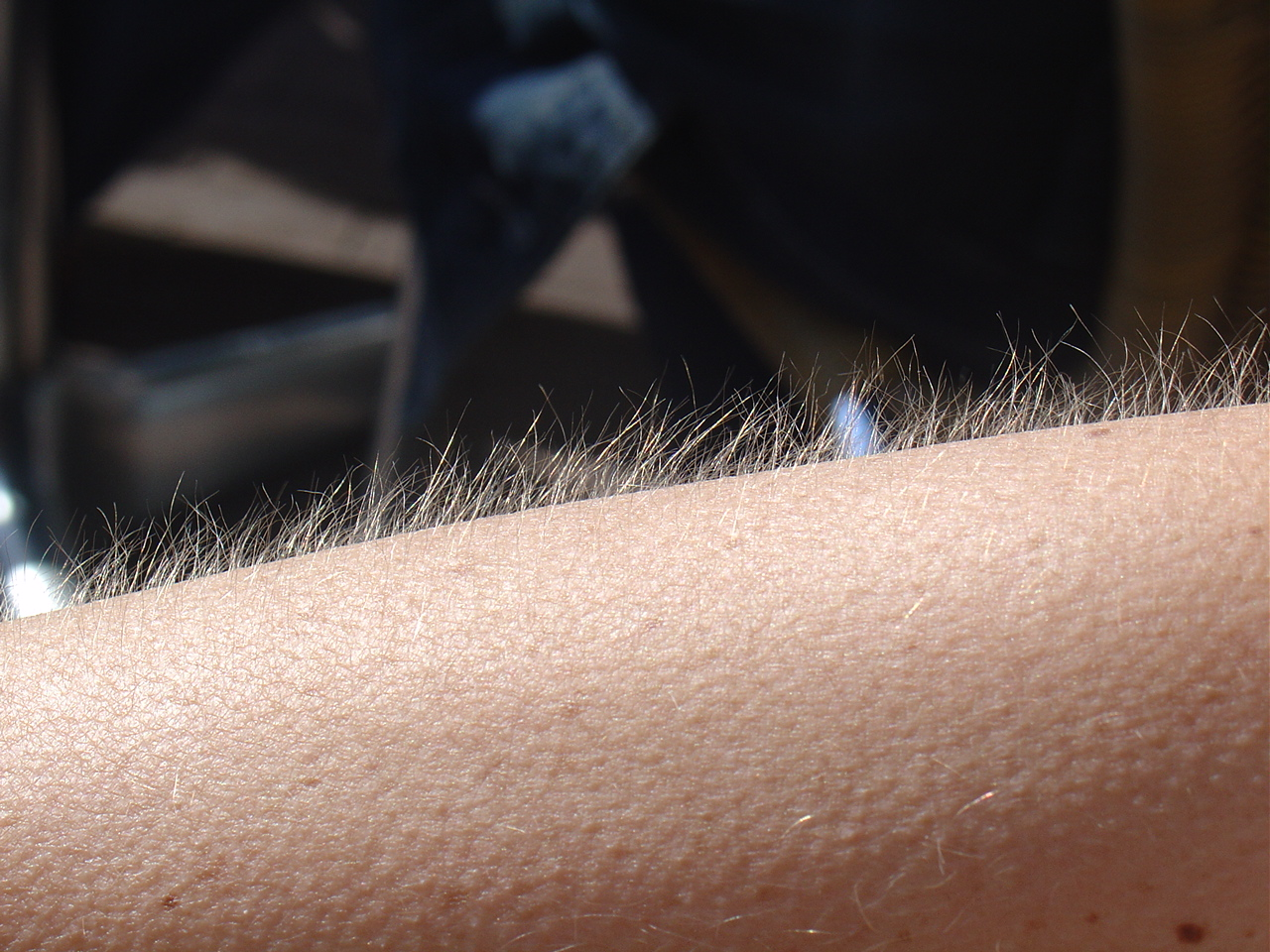
Gåshud är en vanlig reaktion på kyla.

Kyla kan beskrivas som antingen negativ värme eller låg temperatur. Om man tänker sig värme som energi är kyla brist på eller avsaknad av energi. Den lägsta möjliga temperaturen, absoluta nollpunkten, är 0 K som motsvaras av -273,15 °C. Färgen blå brukar förknippas med kyla. Andra saker som ofta förknippas med kyla är snö och is.
Den kallaste platsen man upptäckt i universum är Bumerangnebulosan, där temperaturen är cirka 1 K som motsvarar -272 °C.